# متلازمة بارينو
متلازمة بارينو (بالإنجليزية: Parinaud's syndrome) تعرف أيضا باسم متلازمة الدماغ المتوسط الظهرية، وهي عبارة عن عدم القدرة على تحريك العينين يصل. وهو ناتج عن ورم الغدة الصنوبرية .

## الأعراض
وتتضمن هذه المتلازمة غير الشائعة شلل عمودي مرتبط بالحدقة التي تتكيف ولا تتفاعل. وتشمل أسباب حدوث متلازمة بارينو أورام المخ والتصلب المتعدد واحتشاء الدماغ..
وبسبب عدم وجود تفاصيل في الادب الأقدم وندرة حدقة أي ار في الوقت الحالي، ليس من المعروف ان الزهري يمكن ان يسبب متلازمة بارينو. وأيضا ليس من المعروف ان حدقة أي ار تختلف عن الحدقات في الأماكن الأخرى أو لا.